# Хадрамаутское царство
Хадрамаутское царство или просто Хадрамаут — древнее южноаравийское государство, существовавшее в Южной Аравии (на востоке современного Йемена) с VIII века до н. э. до 2-й половины IV века н. э., когда Хадрамаут был окончательно поглощён Химьяритским царством.

## География
Хадрамаутское царство располагалось, главным образом, на территории йеменского историко-культурного региона Хадрамаут, занимающего юго-восточную и восточную части Йеменской Республики. Столица царства — Шабва — располагалась не в долине вади Хадрамаут, а в долине вади Ирма (современная мухафаза Шабва) — на несколько десятков километров к западу от истоков вади Хадрамаут и от западной границы современной мухафазы Хадрамаут. За пределами исторической области Хадрамаут в состав царства входили морской торговый порт Кани (городище Бир-Али), долины вади Джирдан, вади Майфаа и вади Дура, а также морской порт Самхарам (Сумхурам), располагавшийся на месте нынешней бухты Хор-Рори в оманской мухафазе Дофар. На севере границей Хадрамаутского царства служило пустынное каменистое нагорье (джоль), на юге — побережье Аравийского моря.

## Письменные источники

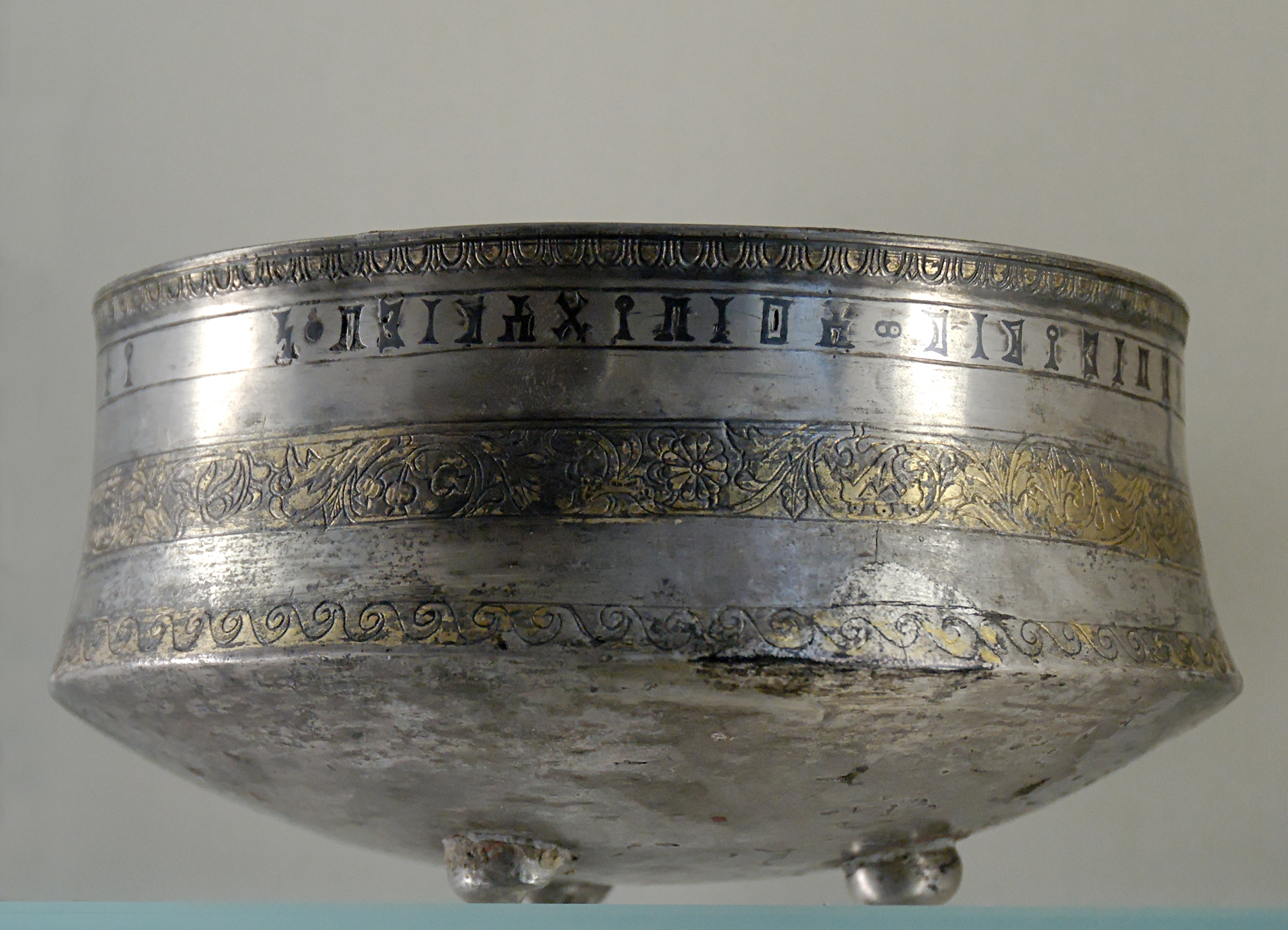
Серебряная чаша с хадрамаутской надписью из вади Дура

Основными источниками, повествующими о цивилизации древнего Хадрамаута, являются сохранившиеся до наших дней надписи на разных материальных носителях — на скалах, на каменных блоках и облицовочных плитах храмов, домов, крепостных стен и башен, на ступенях, стелах, скульптурах, алтарях, пьедесталах и надгробиях, на бронзовых табличках, на посуде, на деревянных палочках и черенках пальмовых листьев. По форме и содержанию эти надписи можно разделить на следующие виды:
- Коммеморативные надписи — содержат имена тех, на чьи средства возводились те или иные конструкции и элементы строений; к ним же относится большинство хадрамаутских граффити.
- Краткие вотивные надписи — как правило, состоят из имён авторов, слова «посвятил», имён божеств и посвящённых божествам объектов[2].
- Пространные вотивные тексты — помимо формулы посвящения, содержат описания жизненных ситуаций, ставших причиной посвящений и подношений божествам. Пространные вотивные тексты Хадрамаута лучше всего представлены в эпиграфике Райбуна III—I веков до н. э. Одна группа райбунских текстов связана с храмами богини Зат Химйам, другая — с храмами бога Сийана. Большое значение имеют также сабейские надписи из храма Аввам первых веков н. э., в которых сабейцы благодарят бога Алмакаха за успешные походы против Хадрамаута. Вотивные (посвятительные) надписи составляют абсолютное большинство не только хадрамаутских, но и всех древних южноаравийских текстов.
- Строительные надписи — немногочисленные тексты о возведении храмов, строительстве колодцев и других сооружений из Шабвы, из крепости Майфаа, из вади аль-Бина и из Самхарама (Сумхурама).
- Надгробные надписи — к ним относятся два кратких текста о строительстве гробниц в Райбуне и более пространная надпись о возведении гробницы из грота ар-Рукба на склоне вади Габр.
- Декреты божеств — в настоящее время известен один такой текст, составленный от имени богини Зат Химйам и подчинённых ей менее значимых божеств.
- Тексты о ритуальной охоте — сохранилось два таких текста III века, оба из окрестностей Шабвы, в которых повествуется о массовой охоте царя Хадрамаута Йадаила Баййина (VI), сына Раббшамса, на каменных козлов.
- «Интронизационные» (?) тексты — к ним относятся тексты из аль-Уклы, которые исследователи пытаются связать с церемониями восшествия на трон хадрамаутских царей III века[3].
- Отдельную группу составляют найденные на месте древних хадрамаутских городов Нашшан и Райбун многочисленные минускульные записи на пальмовых черенках и деревянных палочках, содержащие деловые письма, реестры расходов, правовые документы и разного рода рецепты[4][5].

Основными эпиграфическими комплексами (группами древнехадрамаутских текстов, происходящими из одного географического объекта) являются комплексы земледельческого оазиса Райбун (низовья вади Дауан), городища Бир-Хамад (между устьями вади Духр и вади Рахйа, древнее название неизвестно), древнего города Мазаб (городище Хурайда в вади Амд), скалы Маравих (вади аль-Айн), девяти скал Джаулат ар-Румад (запад вади Дауан), городища Ба Кутфа (северный склон вади аль-Масила).
Важными письменными источниками по истории Хадрамаута являются эпиграфические комплексы на сабейском языке, относящиеся к марибскому храму Аввам (Махрам Билкис) и древнему городу Валан (городище аль-Мисал в области Радман). Многочисленные вотивные надписи Аввама, создававшиеся паломниками на пьедесталах бронзовых статуэток, содержат важные сведения о истории древнего Йемена I—IV веков, в том числе, о  военно-политических взаимоотношениях между Сабейским и Хадрамаутским царствами и о процессе завоевания Хадрамаута царями Химьяра в 1-й половине IV века. Эпиграфический комплекс аль-Мисала состоит из пяти пространных текстов, высеченных на гранитной скале местными правителями (кайлами) Радмана и Хаулана в честь богини солнца Шамс.
Среди античных источников краткие сведения о Хадрамаутском царстве содержатся лишь в «Географии» Страбона, «Перипле Эритрейского моря» анонимного автора, «Естественной истории» Плиния Старшего и «Географии» Клавдия Птолемея. Кроме того, смутное представление о существовании в древности Хадрамаутского царства было и у средневековых арабо-мусульманских авторов. В частности, труде Ибн Хальдуна Китаб аль-ибар сохранился список из 15 легендарных царей Хадрамаута (хотя некоторые из них и носят имена Йадааб и Йадаил).

## Военно-политическая история

### Хадрамаут в эпоху ранней древности
Цивилизация доисламской Южной Аравии и, соответственно, древнего Хадрамаута до сих пор изучена довольно слабо. Систематические археологические исследования на территории Йемена начали проводиться только с 70-х годов XX века и до настоящего времени не привели ни к созданию полноценной картины зарождения и развития этой цивилизации, ни даже к построению более-менее полной и стройной хронологии событий, происходивших в государствах древнего Йемена. Всё это в полной мере относится и к Хадрамаутскому царству, первые сведения о правителях которого датируются VII веком до н. э. Благодаря эпиграфическим данным и возможности установления сабейско-ассирийского и минейско-египетского синхронизмов, удалось выявить не менее десяти имён хадрамаутских царей, правивших до начала Новой эры, и определить периоды их царствования с точностью от нескольких десятков до нескольких сотен лет. Таким образом, нужно признать, что при существующем уровне знаний о древнем Хадрамауте не представляется возможным систематическое рассмотрение ни военно-политической, ни социально-экономической истории Хадрамаутского царства I тысячелетия до н. э..

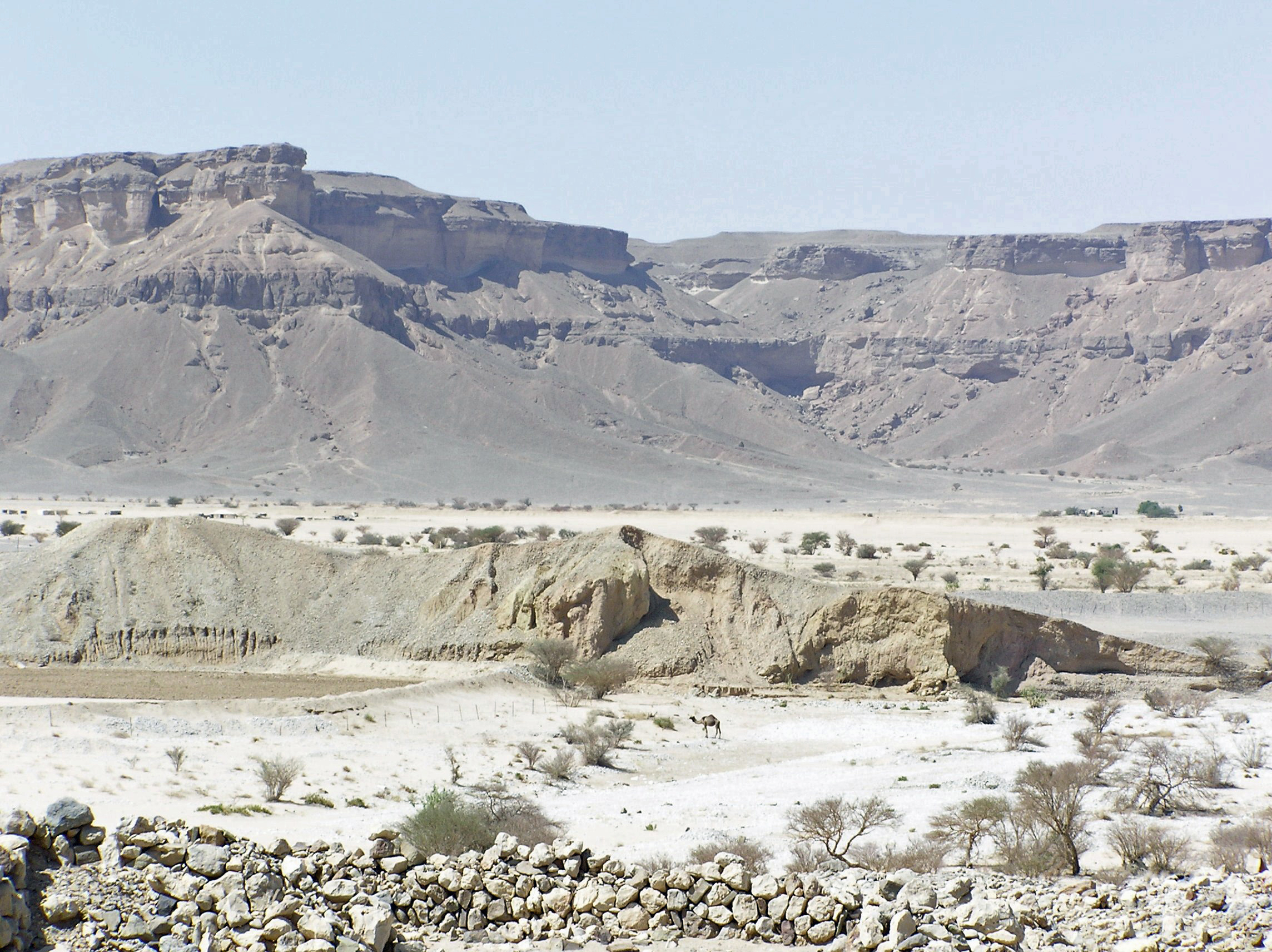
Ирригационные сооружения в вади у Шабвы

Подобно другим регионам Южной Аравии, цивилизация в древнем Хадрамауте возникла на рубеже II—I тысячелетий до н. э. благодаря ирригационному земледелию. Пять тысяч лет назад в Аравии установился засушливый климат и вскоре пересохли все реки, оставив после себя лишь сухие русла — вади, которые временно наполнялись бурными селевыми потоками в весенние и летние периоды муссонных дождей. Племена древнего Йемена постепенно научились сооружать сложные водосборные и ирригационные сооружения, позволявшие собирать и использовать для орошения земель дождевые воды, проносившиеся по вади. Постепенно вдоль вади возникли большие поселения и первые города-государства Южной Аравии, в частности, благодаря вади Ирма возникла Шабва — будущая столица Хадрамаутского царства.
Однако решающим фактором, приведшим к возникновению и последующему расцвету цивилизацию древнего Йемена, стало включение южноаравийских племён в систему международной транзитной торговли пряностями, ладаном и миррой. Переход древнейеменских племён к раннеклассовому обществу, зарождение и развитие у них государственности происходили, судя по всему, именно в тех районах, где функционировали важные перевалочные пункты на международных торговых путях. Возникновение государства на территории Йемена произошло довольно поздно — в железном веке, а не в бронзовом, как в большинстве других регионов Ближнего Востока. Связано это, очевидно, с тем, что Южная Аравия включилась в международную транзитную торговлю благовониями и пряностями только в XI веке до н. э., когда после крушения Нового царства в Египте направление международных торговых путей изменилось настолько, что теперь они проходили через Йемен. При этом часть тех товаров, которые использовались в международной торговле (к примеру, ладан), стала производиться в самой Южной Аравии.

#### Сабейско-хадрамаутский союз (VII век до н. э.)
Самое раннее датируемое упоминание Хадрамаута содержится в надписи RES 3945, в которой повествуется о завоевании сабейским царём Карибилом Ватаром Великим Аусанского царства в начале VII века до н. э. Согласно надписи, после покорения Аусана Карибил Ватар заключил союз с хадрамаутским царём Йадаилом I и катабанским царём Варауилом и вернул им их земли, ранее захваченные Аусаном. Следующим событием истории Хадрамаута является разгром царём (маликом) Йадаилом Баййином I царства Катабан, о чём говорится в наскальной надписи, палеографически датируемой VII — началом VI века до н. э. Усиление Хадрамаута, очевидно, не понравилось Сабе и около 600 г. до н. э. сабейские войска вторглись на его территорию и захватили важную крепость Майфаа (городище Накб аль-Хаджар). Таким образом, к концу VII века до н. э. сабейско-хадрамаутский союз, заключённый на развалинах побеждённого Аусана, прекратил своё существование. Можно предположить, что в период действия этого союза в Хадрамауте получил широкое распространение культ сабейской богини Зат Химйам, два храма которой — Рахбан и Кафас/Наман — раскопаны в хадрамаутском оазисе Райбун.

#### Маинско-хадрамаутский союз (V—IV века до н. э.)
Насколько позволяет судить нынешнее состояние источников, после распада сабейско-хадрамаутского союза и вплоть до первых веков нашей эры взаимоотношения между Хадрамаутским и Сабейским царствами практически сошли на нет как в политическом, так и в культурном плане. В то же время Хадрамаут последовательно продвигал свои интересы в области эль-Джауф, расположенной к северо-западу от его границ. Через эль-Джауф проходили важные караванные пути, соединявшие юг Аравии с Сирией и Месопотамией («Путь благовоний»). Самые ранние сведения о связях хадрамаутцев с расположенным в эль-Джауфе городом-государством Харам датируются 1-й пол. VII века до н. э., однако главным союзником Хадрамаутского царства на территории эль-Джауфа стало царство Маин. Согласно надписи RES 2775 = Ma‘īn 8, датируемой сер. V — нач. IV вв. до н. э., малик Хадрамаута Шахр Алхан начал строительство в столице Маина оборонительной башни Хариф, а следующий малик Хадрамаута Илисами Зубйан завершил строительство и посвятил эту башню главному маинскому богу Астару зу Кабду. В данной надписи царь Маина Абийада Йаса назван союзником («братом») царя Илисами Зубйана. Судя по всему, в основе маинско-хадрамаутского союза лежало взаимовыгодное торговое сотрудничество, благодаря которому добывавшийся в Хадрамауте ладан при посредничестве Маина попадал на рынки Средиземноморья и Ближнего Востока.

#### Катабанско-хадрамаутские войны (II—I века до н. э.)
Эпиграфические данные свидетельствуют о том, что во 2-й половине I тысячелетия до н. э. продолжались культурные и политические взаимоотношения Хадрамаута с Катабаном, временами перераставшие в опустошительные войны. О катабанско-хадрамаутских войнах конца I тысячелетия до н. э. известно в основном по сохранившимся надписям катабанских правителей. Так, царь Катабана Шахр Гайлан, сын Абишибама, правивший в сер. — 2-й пол. II века до н. э., в надписи RES 4932 сообщает о своей победе над Хадрамаутом и союзным ему племенем амиритов, а мукарриб Катабана Йадааб Зубйан Йуханим I, сын Шахра, правивший в конце II века до н. э., в надписи из городища Хувайдар рассказывает об укреплении оборонительных сооружений города ‘Абр в период войны с Хадрамаутом.
Наиболее подробно о военных действиях против Хадрамаута повествуется в надписи ‘Арбаш-Сай’ун 1, датируемой концом I века до н. э., авторство которой приписывается катабанскому полководцу Абиали. Из этой надписи следует, что царь Катабана Йадааб Зубйан Йуханим II вторгся во Внутренний Хадрамаут, разорил города Шадв и Саубу, сжёг ещё триста хадрамаутских городов, захватил богатую добычу и многочисленных пленных. Выступившее против катабанцев войско царя Йадааба Гайлана (III) и союзных ему племён было разбито в долине Лабад, после чего в Шабве между царями Хадрамаута и Катабана был заключён мир на условиях последнего. По мнению С. А. Французова, именно во время этой войны был разрушен и больше уже не восстановился Райбун — важнейший религиозно-политический центр Внутреннего Хадрамаута.
Таким образом, судя по сохранившимся обрывочным эпиграфическим данным, катабанско-хадрамаутские войны имели место в историческом промежутке с середины II до конца I веков до н. э. в период правления, как минимум, трёх царей Катабана. Основной причиной этого затянувшегося вооружённого конфликта, судя по всему, стало изменение характера трансаравийской торговли с сухопутной на преимущественно морскую. Поскольку именно Катабан и Хадрамаут обладали самыми протяжёнными в древнем Йемене участками побережья Индийского океана, соперничество между этими государствами приобрело наиболее острую форму.

### Хадрамаут в эпоху поздней древности
Хадрамаутское царство вступило в эпоху поздней древности после длительного периода войн с Катабанским царством за контроль над портовыми городами на южноаравийском побережье Индийского океана и над примыкавшими к ним сухопутными торговыми путями. К началу I века н. э. Хадрамаут, вероятно, всё же одержал верх в противостоянии с Катабаном, о чём можно судить по данным «Перипла Эритрейского моря». В этом источнике, содержащем уникальные сведения о ситуации в Южной Аравии середины I века, упоминаются местные цари, игравшие в тот период заметную роль в морской торговле, а именно, царь омиритов и сабаитов Харибаил, отождествляемый с царём Сабы и Химьяра Карибилом Ватаром Йуханимом I, и царь Ладаноносной страны Элеаз, которого отождествляют с царём Хадрамаута Илиаззом Йалутом I. Отсутствие в «Перипле» упоминаний о Катабане и его правителе исследователи считают свидетельством того, что к I веку н. э. Катабан уже утратил своё политическое влияние в регионе, вероятно, потерпев поражение в длительной войне с Хадрамаутом. Очевидно, с этим же связано появление в тот период новых государств Химьяр и Аусан, отделившихся от Катабана.

#### Сабейско-хадрамаутские войны (I—II века)
С развитием морской торговли связана и колонизаторская активность Хадрамаута на аравийском побережье к востоку от своих границ. К середине I века относится экспедиция хадрамаутского военачальника Абийасы Салхана, сына Замарали, который по приказу царя Илиазза Йалута I отправился из Шабвы в Дофар (на территории нынешнего Омана), где на месте более древнего торгового поселения возвёл каменный город-порт Сумхурам (ныне городище в бухте Хор-Рори) и заселил его переселенцами из Шабвы и других мест Хадрамаута. Другой колонией Хадрамаута в Дофаре стал Сунун, основанный в вади Ханун. Одновременно с этим Хадрамаут попытался взять под свой контроль торговые пути на северо-западе — в области эль-Джауф, которые ранее контролировались Маином. После того как Маин был разгромлен и аннексирован Сабой, Хадрамаут попытался закрепиться на части его территории, распространив свою власть на созданную им торговую инфраструктуру эль-Джауфа. Однако намерения Хадрамаута сразу же привели к конфликту с Сабейским царством, очевидно, намеревавшимся самостоятельно контролировать караванную торговлю в этой области. Сохранившиеся сабейские надписи Ja 643 и Ja 643bis из храма Аввам повествуют о победе сабейско-химьяритского царя Карибила Баййина, правившего приблизительно в 80-х годах I века, в войне с хадрамаутским царём Йадаилом (II), вторгшимся в эль-Джауф. В решающей битве при Ханане царь Хадрамаута был наголову разбит сабейско-химьяритскими войсками, потеряв 2 000 воинов только убитыми. Поражение Хадрамаутского царства в войне с объединённым Сабейско-Химьяритским государством стало закономерным следствием того, что Хадрамаут в несколько раз уступал ему как по численности населения, а следовательно, по количеству войск, так и по уровню своего экономического развития.
После распада Сабейско-Химьяритского царства в начале II века позиции Хадрамаута на западном направлении, вероятно, несколько укрепились, однако после повторного объединения Сабы и Химьяра в середине II века вооружённое противостояние началось с новой силой. Теперь Хадрамаут противостоял Сабейско-Химьяритскому царству в составе так называемой «восточной коалиции», в которую также вошли царь Катабана Набат Йуханим и кайл Вахабил Йахуз зу Маахир, полунезависимый правитель областей Радман, Хаулан и Мадхи, расположенных к юго-западу от Катабана. Война между этой коалицией и объединённым Сабейско-Химьяритским государством продолжалась, судя по всему, с середины 40-х до конца 50-х годов II века; военные действия описаны в надписях Ja 629 и Ir 5 и являются первыми точно датированными событиями в истории Йемена. Во время этой войны Сабу и Химьяр возглавляли цари-соправители Саадшамс Асра и Марсад Йухахмид, а во главе Хадрамаута стоял царь Йадаил (по мнению М. Арбаша и М. Бафакиха, его можно отождествить с царём Йадаилом Баййином (IV), сыном царя Йадааба Гайлана (IV) и автором надписи RES 4698).
Воевавшие на стороне Сабы и Химьяра кайли Марсад и Зархан Ашва из рода Гираф, авторы надписи Ja 629, утверждают, что войну начали члены «восточной коалиции». В ходе ответного удара Марсад и Зархан Ашва в составе сабейско-химьяритских войск под предводительством царей Саадшамса Асра и Марсада Йухахмида вторглись в Радман и дошли до его главного города Валана. Здесь произошло решающее сражение, в котором цари Йадаил, Набат Йуханим и кайл Радмана Вахабил Йахуз потерпели поражение, после чего, судя по всему, заперлись в Валане. Одержав победу, цари Саадшамс Асра и Марсад Йухахмид вернулись в Мариб. О вторжении царей Саадшамса Асра и Марсада Йухахмида в Радман и последующем сражении говорится и в надписи Ir 5, автор которой также участвовал в военных действиях на их сабейско-химьяритских войск. Дальнейшие военные действия с участием царя Хадрамаута, судя по эпиграфическим данным, также происходили вне его границ. Саадшамс Асра и Марсад Йухахмид вторглись в Катабанское царство и взяли ключевые города на территории Аусана. Хадрамаутские войска и воевавшие на их стороне отряды бедуинов отступили к округу Тамны. Следующим известным событием этой войны стал победоносный поход царя Катабана Набата Йуханима в равнину Рахбатан к северу от Саны, которую защищала группа кайлей, подчинявшихся царям Сабы и Химьяра, включая Марсада зу Гирафа. Не известно, чем закончилась эта война, продолжавшаяся, как минимум, до 160 года, но в последних десятилетиях II века Саба и Химьяр вновь стали двумя отдельными царствами, вскоре начавшие войну уже друг с другом.

#### Сабейско-хадрамаутский союз (II—III века)
Эпиграфические данные конца II — 1-й четверти III века уже повествуют о союзнических отношениях между Сабой и Хадрамаутом и о их совместных военных действиях против Химьяра. Согласно сабейской надписи CIH 308, царь Сабы Алхан Нахфан (кон. II — нач. III вв.) заключил скреплённый клятвой военно-политический союз с царём Хадрамаута Йадаабом Гайланом (V), а затем — такой же союз с царём Аксума Гадарой. После этого, согласно надписи Nāmī N‘Ǧ 13+14, совместные войска Сабы, Хадрамаута, Аксума, а так же общин радман, хаулан, мадхи и катабан вторглись в Химьяритское царство. В этом походе в составе войск царя Хадрамаута вновь упоминаются бедуины, как и в составе войск царя Сабы. Не смотря на многочисленность союзных войск, судя по всему, данный поход не увенчался значимой военной победой — в той же надписи сообщается, что химьяриты изгнали со своей территории «отборные отряды и бедуинов царя Хадрамаута». В то же время или несколько ранее под власть царя Йадааба Гайлана V перешёл важный катабанский город Зу-Гайл (Зат-Гайл) — в своей надписи Ja 2888 этот царь Хадрамаута сообщает о завершении стороительства оборонительной стены «своего города Зу-Гайл».
Не позднее 214 года маликом Хадрамаута стал Илиазз Йалут II, при котором союзнические отношения между Хадрамаутом и Сабой, очевидно, уже не имели постоянного характера и, в конце концов, были разорваны окончательно. Согласно химьяритской надписи Ja 923, её авторы Йадум, сын Ратба, и Марсад, сын Шабнийу, были направлены царём Химьяра Сараном Йаубом Йуханимом к его союзнику Илиаззу Йалуту, царю Хадрамаута, для участия в церемонии у скалы Анвад. По понятным причинам, царь Хадрамаута не мог быть одновременно союзником и Химьяра, и Сабы. Поскольку церемонию пожалования «почётных прозвищ», проведённую Илиаззом Йалутом у скалы Анвад (в районе эль-Уклы) и известную по другим надписям на этой скале, исследователи связывают с восшествием этого царя на престол, можно сделать вывод, что в самом начале правления Илиазза Йалута II (или в конце правления его предшественника) Хадрамаут отказался от военно-политического союза с Сабой в пользу союза с Химьяритским царством. Интересно, что кроме двух представителей Химьяра при церемонии интронизации Илиазза Йалута, согласно надписи Ja 931, помимо прочих, присутствовали два пальмирца, два халдея и два индийца.
Спустя примерно 10 лет против власти Илиазза Йалута II поднялось восстание во Внутреннем Хадрамауте. Причины восстания доподлинно неизвестны, возможно, стремление царя к централизации государства привело к нарушению традиционно соблюдавшихся привилегий общин Внутреннего Хадрамаута. Согласно надписи MAFRAY—al-Mi‘sāl 4, против Илиазза Йалута поднялись хадрамаутские общины йухабир, зу хагар, гадам, садафан, зу касран и часть общины махра. Надпись датирована 148 годом радманской эры, что соответствует 222—223 годам, а её автор Наср Йухахмид из рода Маахир, кайл Радмана и Хаулана, стал важной опорой царя Илиазза Йалута при подавлении восстания хадрамаутских общин. Наср Йухахмид во главе войска численностью в полторы тысячи пехотинцев, 20 конников и 800 всадников на верблюдах выступил из своей столицы Валан и прибыл в Шабву. Здесь силы Радмана и Хаулана соединились с отрядами Илиазза Йалута и с ополчением из горожан Шабвы и жителей Машрикана, а также из катабанцев и бедуинов, призванных в Шабву. Объединённое войско вступило во Внутренний Хадрамаут и подступило к Суварану, где в решающем сражении при Анф-Мани одержало победу над восставшими, после чего Наср Йухахмид вернулся в Валан с многочисленными пленниками и трофеями. Согласно надписям Ja 640 и CIAS 39.11/о3n 4, военную помощь в подавлении восстания Илиаззу Йалуту II оказал и царь Сабы Шаир Аутар, который во главе своего войска принял участие в военных действиях в районе Суварана, что свидетельствует о возобновлении в тот период сабейско-хадрамаутского союза. Восстановление союзнических отношений было скреплено династическим браком — Илиазз Йалут II женился на сабейской царевне Маликхалак, сестре царя Шаира Аутара.
Уже во 2-й половине 20-х годов III века, однако, сабейско-хадрамаутский союз прекратил своё существование окончательно. Причиной этого, по мнению С. А. Французова, могло стать недовольство обеих сторон тем, как была поделена территория бывшего Катабанского царства, к примеру, доставшийся Хадрамауту район Зу-Гайла выдавался слишком далеко на запад от исторической территории Хадрамаута, а полученный Сабой район Абадана образовал выступ, вклинившийся в территорию Хадрамаутского царства. Начало конфликту положил мятеж абаданцев, возможно, действовавших по наущению Илиазза Йалута II. Согласно надписи CIAS 39.11/о3n 3, жители города Абадан согласились перейти под власть Хадрамаута и начали военные приготовления. в ответ на это Шаир Аутар во главе своих войск двинулся к Зу-Гайлу, где в вади Байхан встретился с войсками Илиазза Йалута. На стороне сабейцев выступило ополчение общины хумлан, на стороне Илиазза Йалута — войска Радмана. В последовавшей битве при Зу-Гайле хадрамаутское войско было наголову разбито, а сам царь Илиазз Йалут попал в плен и был угнан в Мариб, что означало полное поражение Хадрамаута в войне.
Незадолго до битвы при Зу-Гайле царь Сабы Шаир Аутар отправил специальный отряд из 34-х воинов во главе с Фари Ахсаном из рода Акйан в Шабву. Перед  отрядом была поставлена задача захватить царский замок Шакир и обеспечить безопасность царицы Маликхалак, сестры царя Сабы. В результате внезапного нападения Фари Ахсан захватил замок Шакир, потеряв всего 8 воинов, после чего был осаждён в замке хадрамаутскими войсками. Эта осада отвлекла на себя 4 тысячи хадрамаутских воинов в то самое время, когда они нужны были Илиаззу Йалуту II в битве при Зу-Гайле. Разбив войска Хадрамаута, Шаир Аутар взял приступом Шабву и снял осаду Шакира, продолжавшуюся 15 дней, освободив своих солдат и свою сестру Маликхалак. Сабейские войска разграбили и сожгли Шабву, после чего Шаир Аутар направился к Суварану, а Фари Ахсан был отправлен во главе части войск к главному хадрамаутскому торговому порту Кани, где сжёг 47 торговых кораблей. Захватив богатую добычу, сабейские войска вернулись в Мариб. В Абадане был поставлен сабейский гарнизон, а у горожан были взяты заложники. В результате поражения в этой войне Хадрамаут потерял все территории, полученные им при разделе Катабанского царства, в том числе, вади Байхан с городом Зу-Гайл, области Радман, Хаулан, Мадхи и земли Аусана.

#### Династия Йухабиритов

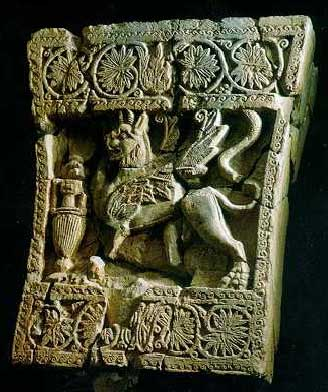
Рельефное изображение грифона из царского дворца в Шабве периода династии Йухабиритов. Середина III века

После пленения Илиазза Йалута II царский престол Хадрамаута занял Йадаил Баййин (VI), сын Раббшамса, происходивший из свободных членов общины йухабир и основавший первую достоверно известную династию хадрамаутских царей. Новый царь восстановил столицу государства, город Шабву, и заново отстроил царский замок-дворец Шакир, сожжённый сабейцами. Стремясь упрочить своё положение, Йадаил Баййин привлёк на свою сторону крупное бедуинское племенное объединение аль-Азд, кочевавшее на севере Южной Аравии, для чего женился на дочери Амра ибн Ауфа, одного их вождей аздитов.
Внешняя политика Йадаила Баййина VI была направлена на возвращение утерянных катабанских территорий, которые к тому времени перешли под власть Химьяра, что привело Йадаила Баййина к войне с химьяритским царём Карибилом Айфа, разразившейся в середине 50-х годов III века. Обстоятельства этого военного конфликта содержатся в надписи MAFRAY—al-Mi‘s̄al 3, автором которой был Лахайат Аукан, сын Йазиза, кайл Радмана и Хаулана, воевавший на стороне Химьяра. Надпись повествует о победах Химьяра над Хадрамаутом, в частности, о том как химьяритские войска численностью 1 300 человек, большинство которых составляли радманиты, захватили город Шайан на высотах Мисвара, в котором находился хадрамаутский гарнизон. Через несколько месяцев после взятия Шайана, когда Йадаила Баййина VI на престоле уже сменил его сын Илирийам Йадум, военные действия возобновились. Хадрамаутским войскам во главе с бедуином Саубси удалось занять вади Байхан и достичь вади Ахирр, однако здесь радманитам удалось разбить Саубси, после чего они отослали 12 голов хадрамаутских военачальников в Валан. В ответ на это царь Илирийам Йадум собрал новое внушительных размеров войско и во главе его вторгся в бывшие катабанские земли. Сведения о результатах этого похода пока не обнаружены.
Преемником Илирийам Йадум на троне Хадрамаута стал его брат Йадааб Гайлан VI, который был современником химьяритского царя Йасира Йуханима I и, очевидно, последнего сабейского царя Нашакариба Йухамина Йухархиба. Согласно сохранившимся надписям, в этот период Хадрамаутское царство вновь попыталось взять под свой контроль область эль-Джауф, однако этому помешали войска царя Нашакариба Йухамина Йухархиба. Судя по всему, в результате войны с Сабой часть западной территории Хадрамаутского царства, ослабленного поражением в войне с Химьяром, перешла под контроль Нашакариба Йухамина Йухархиба.

#### Конец Хадрамаутского царства
После того как около 275 года химьяритские цари Йасир Йуханим I и его сын Шамир Йухариш III распространили свою власть на Сабейское царство единственным государством в Южной Аравии, сохранившим независимость от Химьяра, оказалось Хадрамаутское царство. В силу явного неравенства военно-экономических потенциалов завоевание Хадрамаута химьяритами стало лишь вопросом времени. О растянувшемся на несколько десятилетий завоевании Химьяром Хадрамаутского государства повествуют тринадцать недатированных сабейских надписей, дошедших до наших дней, большая и самая ранняя часть которых составлена в период правления химьяритского царя Шамира Йухариша III, первым принявшего так называемый долгий титул «царь Сабы и зу-Райдана и Хадрамаута и Йаманата» (самая ранняя датированная надпись, в которой царь упоминается с долгим титулом, относится к 299 году).
Две наиболее ранние надписи, в которых Шамир Йухариш ещё не величается долгим титулом, сообщают о победе химьяритов над отрядом киндитов, направлявшимся на помощь хадрамаутским войскам, и о вторжении химьяритских войск во Внутренний Хадрамаут, в ходе которого они напали на города Укран, Шибам, Ратга и Сайун. В течение первых 10—15 лет IV века Шамир Йухариш предпринял ещё как минимум два похода на Хадрамаут, сражаясь то с хадрамаутскими царями-соправителями Раббшамсом и Шарахилом, то с одним только Шарахилом. Результатом экспансии Шамира Йухариша III стал захват и присоединение к Химьяру хадрамаутской столицы Шабвы, о чём свидетельствует надпись Ja 662, повествующая о том как царь поручил некоему Йамуру Ашва командование гарнизоном и организацию обороны Шабвы, вероятно, от наступавших на город хадрамаутцев. Согласно надписи Ir B 3, Шамир Йухариш направил своего муктавия («личного помощника») присутствовать на празднике бога Сийана в Шабве, что свидетельствует о сохранении в городе культа этого верховного хадрамаутского божества после присоединения Шабвы к Химьяру.
Завоевание Хадрамаута продолжилось при преемниках Шамира Йухариша, царях-соправителях Йасире Йуханиме II и Зараамаре Аймане I. Согласно надписи Ja 662, новый поход по приказу химьяритских царей возглавил Саадталаб Йатлаф из сабейского рода Гадан (Джадан), который разбил отряд хадрамаутских всадников у Арака, затем совершил рейд в вади Духр и вади Рахйа в западной части Хадрамаута, захватив богатую добычу из верблюдов, быков, коров и овец. Кроме того, в Химьяр было отправлено множество пленных хадрамаутских воинов и мирных жителей. На обратном пути Саадталаб Йатлаф встретился с хадрамаутским войском в низине у колодцев Хурс, где и произошло решающее сражение. Не смотря на то, что хадрамаутское войско примерно в четверо превосходило химьяритское, победу вновь одержал Саадталаб Йатлаф. В качестве трофеев химьяритам досталось 1 200 верховых верблюдов в полном снаряжении и 45 лошадей, в плен были взяты хадрамаутские военачальники Афса, сын Гумана, командовавший всадниками на верблюдах, и Гушам, командовавший конниками.

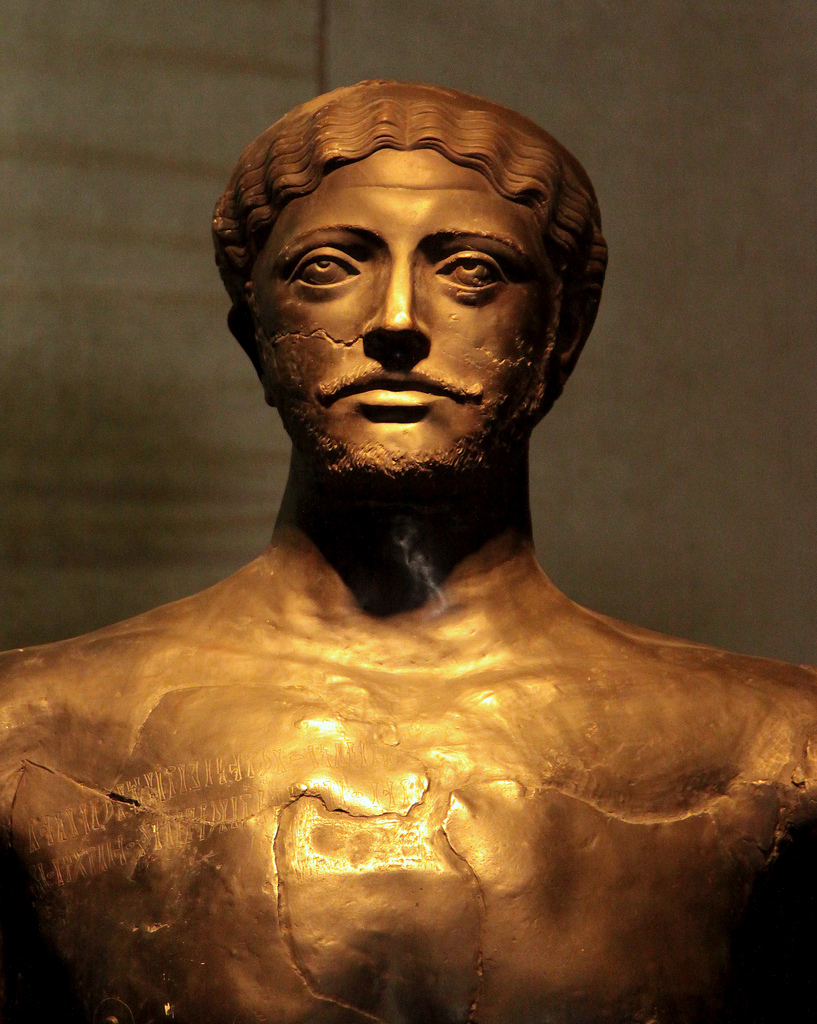
Царь Химьяра Замарали Йухабирр II

Следующий царь Химьяра Замарали Йухабирр II снарядил новый поход в Хадрамаут и во главе войска вновь был поставлен Саадталаб Йатлаф из рода Гадан, о чём повествует надпись Ir 32. Химьяритские войска собрались у храма зу Йагру в эль-Джауфе и направились к Суварану, у стен которого и разыгралось первое сражение. Проигравшие битву суваранцы вынуждены были дать своих воинов Саадталабу Йатлафу, который во главе химьяритского войска продолжил поход в направлении Шибама. После тринадцатидневной осады Шибам сдался химьяритам, затем были взяты Тарим и другие города Внутреннего Хадрамаута. Среди пленных хадрамаутских военачальников, уведённых Саадталабом Йатлафом в Химьяр, вновь оказались Афса, сын Гумана, и Гушам, сын Малика, а также «Анмар, которого хадрамаутцы поставили царём». Около 325 года, согласно надписи Ja 668, по приказу химьяритских царей Замарали Йухабирра II и его сына-соправителя Сарана Йуханима был предпринят ещё один поход во Внутренний Хадрамаут.
Согласно пространной наскальной надписи ‘Abadān 1, составленной в 360 году кайлами из рода Йазан, незадолго до этой даты хадрамаутцы сожгли город Абадан, являвшийся центром владений этого рода и входивший в состав Химьяритского царства. Это сообщение свидетельствует о том, что в середине IV века Хадрамаут ещё не был полностью покорён химьяритами, более того, до сих пор не известно, когда и при каких обстоятельствах Хадрамаутское царство было окончательно подчинено Химьяром. В титулатуре кайлей из рода Йазан, сохранившейся в их надписях конца V — начала VI века, упоминаются подчинённые им общины хадрамаут (вероятно, в то время обитавшую в районе Шабвы), рахйа и касран (населявшие одноимённые вади Внутреннего Хадрамаута), кани (обитавшую в районе хадрамаутского порта Кани), а также область Сакалан (Дофар) и остров Сокотра, ранее формально относившийся к Хадрамаутскому царству. По мнению С. А. Французова, окончательное завоевание Хадрамаута осуществили именно Йазаниды, которые либо самостоятельно решили устранить угрозу своим владениям с востока, либо действовали по приказу химьяритских царей. В любом случае, именно таким образом — через подчинение йазанидским кайлам — Хадрамаут вошёл в состав Химьяритского царства.

## Государство и общество

### Правители Хадрамаута
Во главе Хадрамаутского государства стоял правитель, носивший, как и в других южноаравийских территориальных государствах I тысячелетия до н. э. (Саба, Аусан, Катабан), титулы малик (mlk) или мукарриб (mkrb). Если слово «малик» традиционно переводится с арабского как «царь», то в отношении значения слова «мукарриб» научная дискуссия продолжается до сих пор. По мнению советского сабеиста А. Г. Лундина, разница между мукаррибом и маликом заключалась в исполняемых ими функциях — если занимался непосредственным управлением государством, помимо прочего, возглавляя организацию отправления культа общегосударственных («федеральных») божеств, контролируя сбор «десятины» и руководя ирригационными работами, то малик отвечал, прежде всего, за командование войсками во время войн. Из этого следовало, что мукарриб выполнял свои функции на постоянной основе, а малик — на экстраординарной, при чрезвычайных обстоятельствах.
Согласно версии российского сабеиста С. А. Французова, в процессе формирования территориальных государств Южной Аравии во главе с мукаррибом входившие в их состав области и города-государства передавали свои военно-административные полномочия верховному правителю (мукаррибу) при условии, что он будет использовать их лишь при возникновении военной угрозы. В Сабейском царстве это условие соблюдалось до VI века до н. э., однако в Хадрамауте (как и в Катабане), вероятно, мукарриб гораздо раньше присвоил себе функции и титул малика на постоянной основе, стремясь упрочить свою реальную политическую власть. По мнению Французова, мукарриб и малик первоначально являлись не монархами в классическом понимании, а скорее верховными магистратами и их власть в I тысячелетии до н. э. редко передавалась по наследству, на что указывает сообщение Страбона, который, ссылаясь на Эратосфена, указывал, что в Южной Аравии власть царя переходит по наследству не к его родному сыну, а к «первородному» ребёнку мужского пола, первым родившемуся среди знати (царского рода или племени) после вступления царя на престол. По мнению Лундина, данный порядок престолонаследия был характерен, прежде всего, для Катабана, однако Французов считает, что в тот период таким же образом происходило наследование власти и в Хадрамауте — хотя прямые эпиграфические подтверждения этой точки зрения до сих пор не обнаружены, это косвенно подтверждают известные патронимы хадрамаутских царей. По мнению французского ориенталиста Кр. Ж. Робена, исходя из имеющихся данных нельзя с уверенностью сказать была ли власть царя в государствах древнего Йемена пожизненной или ограничивалась определённым сроком.
Ономастический анализ имён хадрамаутских правителей I тысячелетия до н. э. выявил использование ими шести имён (Йада‘’аб, Йада‘’ил, Сумхурāм, Шахр, Илӣсами‘, И[лӣ]йафа‘) и четырёх эпитетов (Гайлāн, Баййин, ‘Алхāн, Зубйāн), однако список этот является, безусловно, неполным в силу того, что в настоящее время известны далеко не все правители Хадрамаута. В первых веках нашей эры к этому списку прибавились имена Илӣ‘азз, Йашхур’ил, Илӣрийāм и эпитеты Йалут, Йадӯм и, возможно, Йухар‘иш.
Столицей Хадрамаутского царства был город Шабва, где в качестве царской резиденции служил замок Шакир (дворец Шакар), а до него, возможно, замок Шабан, упоминаемый в строительной надписи малика Илийафа Зубйана (IV—III вв. до н. э.), хотя вполне возможно, что какое то время обе резиденции функционировали одновременно. Замок Шакир, кроме того, использовался в качестве монетного двора, о чём свидетельствует указание названия замка (S²qr) на хадрамаутских монетах, самые ранние из которых датируются примерно серединой II века до н. э..

### Городское и общинное управление
Старейшее упоминание о городском управлении содержится в надписи RES 3869 = SE 43, датируемой сер. V — нач. IV вв. до н. э. Данная надпись, составленная Вахбом, сыном Даса, клиентом (‘bd) царей-соправителей Йадаила Баййина II и Илисами Зубйана (сер. V — нач. IV вв. до н. э.), определяет круг обязанностей кабира (kbr) города-крепости Майфаа (городище Накб аль-Хаджар) по поддержанию и ремонту городских крепостных стен и башен. Наличие в Майфае своего кабира и характер его обязанностей, свидетельствует о том, что эта хадрамаутская крепость была полноценным городом. Употребление термина кабир в эпиграфике Южной Аравии, в том числе древнего Хадрамаута, свидетельствует о том, что им обычно обозначался единоличный глава города или общины. В ряде источников упоминаются городские кайны, которые, судя по всему, были членами коллегиальных органов городского управления (городских «советов»).
Анализ хадрамаутских надписей показал, что название города не всегда совпадало с названием населявшей его общины (в хадрамаутском языке община обозначалась словом s²rk). К примеру, с городом Мазаб (городище Хурайда) была связана община рамай, кабиры которой упоминаются в надписях III—I веков до н. э. Кроме того, в надписи CT 4 кабир общины рамай Асм, сын Хабса, вместе с неким Акном именуются «аминами города Мазаб» (этот же титул носит автор надписи ММ 161). Правовой статус амина в Хадрамаутском царстве остаётся неясным, но исходя из содержания упомянутых надписей в функции амина входило, помимо прочего, устройство колодцев и решение других задач, связанных с ирринационными работами. В происходящей из Шабвы строительной надписи упоминается Садакзакар, «кабир хадрамаута», что явно указывает на общину, населявшую столицу и давшую название всему государству. Община райбун упоминается в надписи, происходящей из райбунского храма Майфаан и датируемой V—IV вв. до н. э. В данном случае название общины совпадает с наименованием города Райбун (I), в котором она проживала, однако в настоящее время отсутствуют сведения о том, входило ли в состав этой общины всё население Райбунского оазиса или там существовали и другие общины. В более поздней надписи из храма Майфаан (III—I вв. до н. э.) упоминается должность райбунского кабира, однако из текста нельзя понять, что именно возглавлял этот кабир — общину или город Райбун. Другая надпись из Майфаана содержит формулу «и да поставит Сийан Фарана кабиром», которая свидетельствует о восприятии кабира как ставленника «национального» хадрамаутского бога Сийана.

### Родовая структура
Особенностью хадрамаутских текстов I тысячелетия до н. э. является практически полное отсутствие упоминаний о родовой принадлежности их авторов и иных фигурирующих в них лиц. Вместо рода в надписях указанного периода указывалась патронимия, что свидетельствует об отсутствии в древнехадрамаутском обществе родовой организации. Это подтверждается, в частности, формой обозначения замужних женщин в надписях I тысячелетия до н. э. — вместо указания на род супруга, как это было принято в раннемаинских и среднесабейских надписях (VII—VI вв. до н. э.), в хадрамаутских текстах после имени замужней женщины и её патронимии следовало слово «жена» и личное имя её мужа. Всё это позволило С. А. Французову сделать вывод о том, что ещё в дописьменный период хадрамаутская община трансформировалась из родовой в территориальную, получив для себя новый термин ширк (s²rk), в то время как в других государствах Южной Аравии того периода ещё сохранялась родовая община, обозначавшаяся словом ша‘б (s²‘b).
Указание на родовую принадлежность появляется в некоторых хадрамаутских текстах в конце I тысячелетия до н. э., к примеру, в строительной надписи из Шабвы, датируемой III—I веками до н. э., фигурирует Аммианас зу Садакзакар, занимавшийся возведением городских стен столицы. Слово «зӯ» традиционно переводится как «из рода», при этом родовые имена, упоминаемые в хадрамаутских надписях, чаще всего являются обычными хадрамаутскими антропонимами, то есть личными именами, которые, видимо, носили основатели соответствующих родов. Остаётся неясным, как и почему родовая структура вновь возникла в хадрамаутском обществе в последней четверти I тысячелетия до н. э. По версии С. А. Французова, эти процессы были обусловлены возрастанием участия в социально-политической жизни Хадрамаута полукочевых арабских племён, в частности, племён садафан, джадам и сайбан, находившихся на родоплеменной стадии развития.

### Рабство и клиентела
На территории древней Южной Аравии и, в том числе, в Хадрамаутском царстве рабство, очевидно, не получило широкого распространения даже в своей патриархальной форме. В эпиграфике древнего Йемена слово абд (‘bd, во множественном числе — ’dm) употреблялось не в смысле «раб», как в классическом арабском языке, а скорее в том смысле, в котором употреблялось арабское слово «маула» по отношению к клиенту, находящемуся в зависимости от отдельного лица, рода или царя. В настоящее время известна всего одна древнейеменская надпись, в которой говорится о покупке рабыни (’mt — женский эквивалент слова ‘bd), и эта надпись не имеет отношения к древнему Хадрамауту. В хадрамаутских надписях I тысячелетия до н. э. термин ‘bd встречается довольно редко и используется для обозначения именно клиентов, подчас весьма высокопоставленных, таких как автор надписи RES 3869 Вахб, сын Даса, клиент царей-соправителей Йадаила Баййина II и Илисами Зубйана (сер. V — нач. IV вв. до н. э.).

### Хадрамаутский эпонимат
Как и в Сабе, в Хадрамаутском царстве не сложилось летоисчисление по эрам и, также как и во всей Южной Аравии, в Хадрамауте не использовались датировки событий по годам правления царей, поэтому счёт времени по эпонимам был единственным способом, посредством которого датировались хадрамаутские надписи. Хадрамаутский эпонимат был одной из пяти систем эпонимного летоисчисления, выявленных на территории древней Южной Аравии, причём с каждой из этих систем был связан собственный лунно-солнечный календарь. В настоящее время достоверно известно всего девять хадрамаутских надписей, датированных по эпонимам. Самые ранние из них палеографически относятся к III—I векам до н. э., самые поздние — ко 2-й половине III — IV или даже V веку. Особенностью хадрамаутских эпонимных датировок является отсутствие в них какого-либо слова, обозначающего год, и тот факт, что эпоним мог занимать свою должность более одного года. Имена эпонимов более ранних надписей указаны без родовой принадлежности, что объясняется отсутствием у хадрамаутцев родовой организации до начала нашей эры, указание на род эпонима присутствует лишь в двух надписях, датированных первыми веками нашей эры.
В настоящее время неизвестно, какой титул носили или какую должность занимали эпонимы Хадрамаута (в отличие, например, от Маинского царства, где функции эпонимов выполняли кабиры Карнаву). Анализ сохранившихся эпонимных датировок показывает, что эпоним мог находиться в своей должности от одного до как минимум четырёх лет, именно поэтому в датировочной формуле после имени эпонима указывался год его нахождения в должности («первый», «второй» и т. д.). Иногда эпонимные датировки включали в себя указание на календарный месяц.

## Религия

### Пантеон
Пантеон древнего Хадрамаута был довольно малочисленным — на общегосударственном уровне почитались всего два бога, Сийану (или Сайин) и Хаул, культ же остальных божеств (около десяти) носил местночтимый характер. При раскопках в Хадрамауте не найдено практически ни одной официальной надписи, содержащей привычные для других регионов инвокации с перечислением богов официального пантеона. По мнению С. А. Французова, относительно небольшое количество хадрамаутских божеств связано с большой степенью этнической и культурной, а как следствие и социально-политической однородности Хадрамаутского царства. Олицетворением «национальной» государственности Хадрамаута был бог Сийан.
Главным храмом Сийана был Алим (или Илим), находившийся в столице государства Шабве и к настоящему времени лишь частично раскопанный и исследованный археологами. Вообще, согласно Плинию Старшему, в Шабве было 60 храмов, из которых археологами однозначно установлено пока только два (кроме Алима, найден ещё храм катабанской богини Зат Захран). Помимо Алима храмы и святилища Сийана обнаружены в Сумхураме, вади Ханун, Бир-Хамаде, Хурайде (храм Мазаб) и многих других поселениях Внутреннего Хадрамаута. На территории Райбуна выявлено пять храмов Сийана, два из которых — Майфаан и Васатхан — уже раскопаны археологами. Анализ сохранившихся хадрамаутских надписей, упоминающих Сийана, свидетельствует о том, что этот бог отвечал за исцеление от болезней, а также был покровителем паводкового и колодезного орошения. Почитание Сийана осуществлялось применительно к разным его «ипостасям», происходящим из разных храмов Сийана. Самой почитаемой «ипостасью», естественно, был Сийан зу Алим («Сийан из Алима»), почитавшийся в главном столичном храме этого бога. Таким образом, в хадрамаутском пантеоне существовала своеобразная иерархия «храмовых ипостасей» отдельных божеств, в рамках которой, к примеру, Сийан зу Майфаан был менее почитаем, чем Сийан зу Алим, что обуславливалось местом, которое тот или иной храм занимал в религиозной иерархии Хадрамаутского царства.
Священной птицей бога Сиайна был орёл. Поскольку в сохранившихся надписях непосредственно после Сийана часто упоминается богиня Хаул, было сделано предположение, что она являлась супругой главного бога Хадрамаута, хотя ни одного храма или святилища Хаул пока не обнаружено ни на территории Хадрамаута, ни за её пределами. Отцом Сийана считался Астар — верховный бог всей древней Южной Аравии. Храмов Астара в Хадрамауте не найдено, однако есть несколько свидетельств того, что Астару поклонялись в храмах Сийана.
К местночтимым хадрамаутским божествам можно отнести богиню Астарум (или Астарам), почитавшуюся исключительно на территории Райбунского оазиса (по крайней мере, никаких следов почитания её культа за пределами Райбуна не выявлено), где существовал её храм Хадран. В одной из надписей из этого храма женщина обращается к Астарум, «Хозяйке Хадрана», с просьбой об исцелении от болезни глаз. Необычайно большое количество обнаруженных в Хадране обращений хадрамаутских женщин к Астарум позволило предположить, что эта богиня отвечала именно за женское здоровье, в то время как бог Сийан отвечал за мужское. Другим известным местночтимым божеством был Тадун (или Тадан), почитавшийся в основном на территории городища Хаджар аль-Барира в вади Джирдан в 50 км южнее Шабвы. Ещё одним божеством, которое можно рассматривать в качестве собственно хадрамаутского, была богиня Зат Хасвалам (предположительно, олицетворявшая солнце), единственное пока упоминание которой содержится в царской строительной надписи из Шабвы.
Кроме собственно хадрамаутских в пантеон царства входили и иностранные божества. Среди них была сабейская богиня Зат Химйам, к функциям которой относилось, помимо прочего, регулирование семейно-брачных отношений. Её храмы были обнаружены в Бир-Хамаде и Райбуне (крупнейшие в Райбуне храмовые комплексы Рахбан и Кафас/Наман в низовьях вади Дауан). Богине Зат Химйам подчинялось несколько второстепенных божеств, функции которых пока неясны. Также в некоторых местах Хадрамаута почитались общеаравийский бог-охранитель Вадд, храм которого, предположительно, существовал в городе-крепости Майфаа, южноаравийская солярная богиня Шамс, храм которой действовал в Шабве, сабейский верховный бог Алмаках, бог-покровитель Катабана Амма и катабанская богиня Зат Сахран (или Зат Захран), храм которой был возведён в Шабве по указанию хадрамаутского царя Илиазза Йалута I (сер. I века).
Среди второстепенных божеств древнего Хадрамаута существует общий для всей Южной Аравии культ «дочерей бога» или «божественных дочерей», которым поклонялись в основном женщины. Судя по сохранившимся надписям, в функции «божественных дочерей», помимо прочего, входила забота о жизни и здоровье детей.
Крупнейшим храмовым центром Хадрамаутского царства, судя по обилию обнаруженных культовых строений, был Райбун, служивший местом поклонения богам для жителей не только самого оазиса, но вероятно и более обширных территорий Внутреннего Хадрамаута. Согласно предположению С. А. Французова, в I тысячелетии до н. э. во Внутреннем Хадрамауте вокруг Райбуна существовал некий религиозный союз по типу амфиктоний Древней Греции.

### Погребальные обряды
О погребальных обрядах на территории Хадрамаутского царства сохранилось крайне мало сведений. Их можно почерпнуть лишь из трёх надгробных стел из Шабвы и нескольких надгробных надписей из Райбуна. Согласно верованиям древних хадрамаутцев, человек обладал двумя душами — nfs¹ и ’ḏn; места погребения обозначались указанием на первую из них. В Райбуне гробницы вырубались в скалах, причём некоторым из гробниц давались имена собственные, а по своему назначению они могли сооружаться как для одного, так и для нескольких человек (например, для супругов). В датируемой концом I тысячелетия до н. э. надгробной надписи СОЙКЭ 903, обнаруженной в пещерном гроте ар-Рукба на левом склоне вади аль-Габр (напротив деревни аль-Хурайхар), рассказывается как её автор Карибхуму, сын Илишараха, устроил в этом гроте гробницу и поместил в неё верблюда (при этом в гроте ар-Рукба не было найдено верблюжьих останков). Мысль о том, что хотя бы в некоторых районах древнего Хадрамаута существовал обычай совместного захоронения людей и верблюдов, не получила, однако, поддержки среди исследователей.

## Экономика
До наших дней дошло очень немного письменных источников, содержащих сведения об экономической жизни Хадрамаутского царства I тысячелетия до н. э., меньше всего их сохранилось в отношении западных районов Хадрамаута, включая Шабву и Майфау.

### Ирригационное земледелие
Земледелие в древнем Хадрамауте, как и в других областях Южной Аравии, базировалось на искусственном орошении, обусловившем возникновение всей южноаравийской цивилизации. Древние хадрамаутцы, как и их соседи из Сабы, Катабана и других областей, научились использовать воды муссонных дождей, периодически наполнявшие высохшие русла (вади) доисторических рек. Археологические исследования древних ирригационных систем Хадрамаута были начаты в 1937 году — Г. Кейтон-Томпсон исследовала оросительный канал протяжённостью 16 км, разделявшийся на более мелкие отводы, орошавшие поля в окрестностях города Мазаб. Большой вклад в изучение данного вопроса был сделан Советско-Йеменской комплексной экспедицией (СОЙКЭ), в ходе работы которой А. В. Седовым была изучена совокупность локальных ирригационных систем в вади аль-Айн, обеспечивавших жизнедеятельность нескольких отдельных поселений. Седовым же была исследована разветвлённая ирригационная система вокруг Бир-Хамада, использовавшая потоки вади Рахйа для орошения земель общей площадью около 600 га.
Наиболее подробно была исследована структура ирригации Райбунского оазиса, где было выявлено существование «южной» и «северной» оросительных систем. Главный канал «южной» системы пролегал в низовьях вади Дауан, связывая четыре городища (Райбун I—IV) и орошая земли общей площадью около 800 га. «Северная» ирригационная система обеспечивала земледелие на территории около 750 га в северной части долины, там, где она соединяется с вади аль-Айн. Обе системы функционировали в I тысячелетии до н. э. вместе с поселениями оазиса, при этом «южная» оросительная система, судя по всему, древнее «северной». Среди многочисленных монументальных райбунских надписей не удалось найти упоминаний о ирригационных сооружениях оазиса, лишь на одном пальмовом черенке (X.Rb-86 n° 4), обнаруженном в 1986 году при раскопках жилого дома на городище Райбун I и датируемом V—IV вв. до н. э., содержатся две надписи разным почерком — «Для ввода и стока и орошения заставь течь канал!» и «Да будешь ты благодарен за обещание его». По версии С. А. Французова, первая надпись является обращением к богу Сийану с просьбой обеспечить нормальное функционирование нового канала, вторая — ответом жреца того райбунского храма, в который было представлено обращение.

### Отношения собственности
Анализ данного и ряда других хадрамаутских текстов позволяет утверждать, что в древнем Хадрамауте строительство ирригационных сооружений частными лицами было обычной практикой. К примеру, в наскальной надписи, обнаруженной близ села Таулаба (верховья вади аль-Айман, западного притока вади Дауан) и датируемого III—I вв. до н. э., некто Дабр из рода Абл рассказывает о том, что он «соорудил основательно и проложил свой канал Таулаба в скальном грунте, так что оросил свои возделанные поля и посадил овощи и плодовые растения». Упоминание Дабром зу Аблом «своего канала» и «своих полей» свидетельствует о том, что данные объекты принадлежали лично ему, а не его роду или общине, что, в свою очередь, подтверждает существование в древнехадрамаутском обществе частной собственности на землю и гидротехнические сооружения (в более широком смысле — на воду). Согласно тексту на стеле СОЙКЭ 2075 из храма Майфаан, датируемому VI—V вв. до н. э., некто Самакхуму, сын Надаба, вырубил в грунте колодец, обложил его своими необтёсанными камнями и установил для окрестных жителей порядок пользования колодцем за определённую плату, что также подтверждает наличие в Хадрамауте частной собственности на колодцы. Однако наряду с частной существовала и коллективная собственность (городская, общинная). Надпись CT 4 из городища Хурайда, датируемая III—I вв. до н. э., повествует о том, что Асм, сын Хабса, кабир общины рамай, и некто Акн, выполняя обязанности аминов города Мазаб, «построили и соорудили» колодец Ша‘бу и дополнительные сооружения к нему. Из надписи следует, что построенные аминами объекты перешли в коллективную собственность, вероятно, города Мазаб.
Некоторые надписи из Райбуна, крупнейшего храмового центра Хадрамаутского царства, свидетельствуют о том, что в правоотношениях собственности принимали участие хадрамаутские храмы, осуществлявшие имущественные права тех или иных божеств. Анализ этих надписей позволяет сделать вывод о существовании в древнем Хадрамауте храмовой собственности, прежде всего, на землю. К примеру, надпись на стеле Rb VI/04 s.r. n° 53 из райбунского храма Васатхан сообщает о том, что стороны имущественного спора, рассматривавшегося в Шабве, не достигли решения относительно имущества бога Сийана. Границы принадлежавших богам (храмам) земельных участков отмечались особыми столбами с соответствующими надписями. Один из таких столбов, датируемый IV—III вв. до н. э., раскопан на городище Макайнун (восток Внутреннего Хадрамаута); на нём содержится надпись «межевые камни Сийана зу Маутара» (вероятно, Маутар — это не обнаруженный пока местный храм бога Сийана).

### Ремесленное производство
В сохранившихся до наших дней надписях древнего Хадрамаута упоминается всего одна категория ремесленников — камнетёсы. Работа камнетёса заключалась в изготовлении отёсанных каменных блоков, облицовочных плит и стел, а также в нанесении на них разного рода надписей. За свою работу камнетёсы, очевидно, получали вознаграждение, однако каких либо сведений о его размере и порядке выплаты не сохранилось. Особым качеством и изяществом исполнения отличались монументальные надписи, выполненные камнетёсами Райбуна. На некоторых отёсанных каменных блоках и плитах, изготовленных в Райбуне, обнаружены клейма камнетёсов, однако до сих пор не понятно, почему райбунские камнетёсы проставляли клейма не на все, а лишь на некоторые результаты своих работ. О высоком положении камнетёса в хадрамаутском обществе свидетельствует тот факт, что некоторые из них могли позволить себе быть похороненными в персональной гробнице, что подтверждается надписью на плите СОЙКЭ 1046, обнаруженной в западной части некрополя Райбун XV. Профессия камнетёса, вероятно, не всегда передавалась от отца к сыну — об этом свидетельствует родословие, составленное из надписей на нескольких стелах из райбунского храма Майфаан. Родословная схема охватывает четыре поколения и состоит из четырёх человек, лишь один из которых — Акхал, сын Йашкурила, — указал, что является камнетёсом.

### Денежная система
Первыми монетами, получившими с конца V века до н. э. хождение на территории древнего Йемена и, в том числе, Хадрамаутского царства, стали афинские тетрадрахмы так называемого «старого стиля» и подражания им, чеканившиеся в Малой Азии, Палестине и ахеменидском Египте. Эти монеты вскоре стали образцами для чеканки собственных монет-подражаний в древних государствах Южной Аравии (первым чеканку подражаний тетрадрахмам начал Катабан). Дискуссионным остаётся вопрос, когда и при каком правителе древний Хадрамаут начал чеканку собственных монет. Российский археолог А. В. Седов, подробно исследовавший историю монетной чеканки и денежного обращения Хадрамаута, высказал обоснованное мнение, что первые хадрамаутские монеты были выпущены во 2-й половине IV века до н. э. Согласно предположению С. А. Французова, монетная чеканка в Хадрамауте могла начаться при малике Илийафа Зубйане (IV—III вв. до н. э.), однако нынешнее состояние источников не позволяет дать однозначный ответ на данный вопрос.
Ранние хадрамаутские подражания афинским монетам чеканились в серебре и бронзе. Серебряные подражания не соответствовали по своему весу аттическому стандарту афинских монет — самая крупная из серебряных хадрамаутских монет-подражаний по весу (в среднем 5,0—5,2 грамм) соответствовала не тетрадрахме, а скорее древнегреческой драхме. Выявлено четыре номинала серебряных подражаний, причём средний вес каждого последующего номинала примерно вдвое отличался от предыдущего: 5,0—5,2 грамм / 2,3—2,5 грамм / 1,1—1,2 грамм / 0,5—0,6 грамм. На аверсе этих «драхм» изображалась повёрнутая вправо голова Афины в шлеме с оливковыми листьями и растительным завитком, а на щеке богини ставилась южноаравийская буква, указывавшая на номинал монеты. До настоящего времени достоверно не установлено, какие именно слова или числа символизировали эти буквы. На реверсе была изображена сидящая сова Афины, фигура которой повёрнута вправо, а голова обращена в анфас. Вверху слева от совы были оливковая ветвь и полумесяц, справа — греческая легенда АΘЕ.
Бронзовые подражания афинским тетрадрахмам «старого стиля», обнаруженные в разных частях Хадрамаута (наибольшее их число найдено в 1989 году в составе клада из Хурайхара (Хурейхара) в вади Дауан), в отличие от серебряных, не показывают строгого соотношения между весом и номиналом монет. А. В. Седовым выявлено три типа ранних бронзовых подражаний, судя по всему, относящихся к разным периодам чеканки. Если первый тип, вероятно, чеканился тем же штемпелем, что и серебряные подражания, то во втором, более позднем по времени типе, уже наблюдаются существенные отличия: на аверсе изображена голова, лишь отчасти напоминающая голову Афины, на реверсе же вместо слова АΘЕ помещено слово Шакир (S²qr) — название царского замка-дворца, вероятно, служившего монетным двором. Третий тип бронзовых подражаний, по мнению Седова, последний по времени чеканки тип с совой на реверсе, представлен тремя монетами из хурайхарского клада. На аверсе этих монет изображён профиль скорее мужской головы, чем головы Афины. Голова с крупными локонами повёрнута вправо, а три буквы на реверсе, составляющие слово Шакир, соединены в форме монограммы. При чеканке бронзовых монет их вес по отношению к номиналу не соблюдался, судя по всему, из-за низкой стоимости бронзы в сравнении с серебром. Содержание хурайхарского клада говорит о том, что во 2-й половине I тысячелетия до н. э. в Хадрамаутском царстве одновременно обращались бронзовые монеты трёх разных выпусков, возможно, производившихся последовательно.
Во II веке до н. э. — IV веке н. э. хадрамаутские монеты с местной иконографией чеканились в основном из бронзы и лишь изредка из биллона (в то время как в Сабе и Химьяре при царе Амдане Баййине Йухакбиде (кон. I — нач. II веков н. э.) была осуществлена массовая эмиссия качественных серебряных монет с его изображением, имевших хождение даже на территории Хадрамаута). Монеты с местной иконографией («хадрамаутский чекан») были выделены А. В. Седовым в тип 4.0 и отнесены к периоду правления хадрамаутского мукарриба Йашхурила Йухариша (I или II век н. э.). Вид и качество металла этих монет позволили С. А. Французову сделать вывод, что в указанный период Хадрамаутское царство существенно уступало Сабе и Химьяру по уровню своего экономического развития. По мнению жн А. В. Седова, экономический потенциал Хадрамаутского царства, как и других древних государств, нельзя оценивать исключительно по установленному в нём стандарту чеканки монет, гораздо более важным здесь является уровень развития товарно-денежных отношений.